# Agra (Golada)
Agra (oficialmente San Miguel de Agra) es una parroquia española del municipio de Golada, perteneciente a la provincia de Pontevedra, en la comunidad autónoma de Galicia.

## Historia
Hacia mediados del siglo XIX, la parroquia, ya por entonces perteneciente a Golada, tenía contabilizada una población de 55 habitantes. Aparece descrita en el primer volumen del Diccionario geográfico-estadístico-histórico de España y sus posesiones de Ultramar de Pascual Madoz con las siguientes palabras:

AGRA (San Miguel de): felig. en la prov. de Pontevedra (12 leg.), dióc. de Lugo (8), part. jud. de Lalin (2) y ayunt. de Golada: sit. á la izq. del r. Ulla en una altura ventilada; clima sano. La igl. parr. (S. Miguel), es anejo de Sta. Maria de Bal (V.): su term. confina con los de Santiago de Sejo y S. Cipriano de Sesto; el terreno participa de monte y llano de buena calidad: los caminos son locales y bastante quebrados: el correo se recibe por la estafeta de Arzua. Prod. trigo, centeno y demas clases de frutos de que hacemos mérito en la matriz. Pobl. 14 vec.: 55 alm. Contr. con su ayunt. (V.).
(Madoz, 1845, p. 107)

En 2022, tenía empadronados 39 habitantes.